# 上遠野紗織
上遠野 紗織（かとおの さおり、1983年7月7日 - ）は、日本のフリーアナウンサー、タレント、ヨガインストラクター。

## 略歴
- 北海道札幌市生まれ[1]。ホリプロスポーツ文化部HAP所属。身長159cm、血液型O型。慶應義塾大学経済学部経済学科卒業。
- 大学卒業後はOLをしていたが、大好きなダンスで生きていきたいと思い、2007年6月に退職しダンサーとして活動を開始。同年、プロ野球千葉ロッテマリーンズのチアリーディングチーム『M☆Splash!!』2007年メンバーとして活動。
- 2007 - 2009年 bjリーグ東京アパッチ ダンスチームメンバーとして活動。
- 2008年5月1日 - 8月31日 第9期ウェザーニューズお天気キャスターとして「おは天」北海道地区担当のお天気キャスターを務める。
- 2011年4月4日より『岩本勉のまいどスポーツ』（文化放送、月曜18:00 - 18:30）の番組アシスタントを務める。
- 2011年11月30日、自身のブログで同年11月23日に入籍したことを発表[2]。同年12月18日に披露宴を挙げた[3]。
- 2012年、ニューヨークに移住。現地でヨガを学ぶ。
- 2014年9月28日、第一子となる女児を出産[4]。
- 2016年よりシンガポールに在住。

## 主な活動

### ラジオ番組
- 岩本勉のまいどスポーツ （2011年4月4日 - 2012年3月、文化放送）

### ダンサー
- 千葉ロッテマリーンズ『M☆splash!!』2007年メンバー
- bjリーグ東京アパッチ『DANCE TEAM』2007 - 2008,2008 - 2009メンバー
- 舞台『こどもちゃれんじクリスマスコンサート2007』ダンサー
- 『2008北京オリンピック バレーボール世界最終予選』チアリーダー
- 坂本冬美『アジアの海賊』バックダンサー
- 『仮面ライダーキバ』クリスマスコンサートダンサー
- テレビ東京『しょこ♥リータ』
- パフォーマンスユニット『T-Pistonz+KMC』ダンサー（周舞々の代役として）（2009年6月）
- 飛鳥凛『Naturally』バックダンサー（2010年1月[5]）

### インターネット番組
- web動画『日経住宅サーチ』リポーター
- ウェザーニューズおは天（2008年5月1日 - 8月31日　ウェザーニューズ）第9期北海道地区担当

### テレビCM
- セブンイレブンCM　チアリーダー役
- ほけんの窓口（ライフコーディネーター役）

### その他
- ナイキダイナミックヨガマスタートレーナー